# وزیر اول و معاون وزیر اول ایرلند شمالی
وزیر اول و معاون وزیر اول ایرلند شمالی (انگلیسی: First Minister and deputy First Minister of Northern Ireland) روسای مشترک دولت ایرلند شمالی هستند که رهبری هیئت اجرایی ایرلند شمالی را بر عهده دارند و مسئولیت کلی اداره دفتر اجرایی بر عهدهٔ آنها است. علیرغم عناوین این دو دفتر، این دو منصب دارای قدرت دولتی یکسانی هستند که نتیجهٔ آن دیارشی (duumvirate)(دولت دوگانه) است. معاون وزیر اول که معمولاً با حروف کوچک d نوشته می‌شود، تابع وزیر اول نیست. که تحت شرایط پیمان جمعه نیک ۱۹۹۸ ایجاد شد، هر دو در ابتدا توسط اعضای مجمع ایرلند شمالی بر اساس یک برگه مشترک با رای بین جوامع، بر اساس اصول اجتماعی، نامزد و منصوب شدند. این روند پس از توافقنامه سنت اندروز در سال ۲۰۰۶ تغییر کرد، به طوری که وزیر اول اکنون توسط بزرگ‌ترین حزب به‌طور کلی نامزد می‌شود، و معاون وزیر اول توسط بزرگ‌ترین حزب از بزرگ‌ترین بلوک اجتماعی بعدی (که به معنای «اتحادیه» درک می‌شود، نامزد می‌شود. «ناسیونالیست» یا «دیگر»).